# Erin Mielzynski
Erin Mielzynski (ur. 25 maja 1990 w Brampton) – kanadyjska narciarka alpejska pochodzenia polskiego, srebrna medalistka mistrzostw świata.

## Kariera
Specjalizuje się w konkurencjach technicznych. Po raz pierwszy na arenie międzynarodowej pojawiła się 16 grudnia 2005 roku w St. Sauveur, gdzie w zawodach FIS Race w slalomie zajęła 29. miejsce. W 2009 roku wystartowała na mistrzostwach świata juniorów w Garmisch-Partenkirchen, gdzie jej najlepszym wynikiem było 43. miejsce w gigancie. Na rozgrywanych rok później mistrzostwach świata juniorów w regionie Mont Blanc była między innymi siódma w slalomie.
W zawodach Pucharu Świata zadebiutowała 29 listopada 2009 roku w Aspen, gdzie zajęła 30. miejsce w slalomie. Tym samym już w swoim debiucie zdobyła pierwsze pucharowe punkty. Pierwszy raz na podium zawodów tego cyklu stanęła 4 marca 2012 roku w Ofterschwang, od razu zwyciężając w slalomie. W zawodach tych wyprzedziła bezpośrednio Resi Stiegler z USA i Austriaczkę Marlies Schild. Kolejne podium wywalczyła 4 stycznia 2013 roku w Zagrzebiu, gdzie była trzecia w tej samej konkurencji. Najlepsze wyniki osiągnęła w sezonie 2012/2013, kiedy zajęła 40. miejsce w klasyfikacji generalnej, a w klasyfikacji slalomu była trzynasta.
W 2010 roku wystartowała na igrzyskach olimpijskich w Vancouver, gdzie była dwudziesta w slalomie. Na rozgrywanych cztery lata później igrzyskach w Soczi zajęła 21. miejsce w gigancie, a rywalizacji w slalomie nie ukończyła. Kilkakrotnie startowała na mistrzostwach świata, najlepszy wynik osiągając podczas MŚ w Vail/Beaver Creek w 2015 roku, gdzie w swojej koronnej konkurencji była szósta. Na tej samej imprezie, wspólnie z Candace Crawford, Marie-Pier Préfontaine, Philem Brownem, Trevorem Philpem i Erikem Readem wywalczyła srebrny medal w rywalizacji drużynowej.
W kwietniu 2022 r. zakończyła karierę.

## Osiągnięcia

### Igrzyska olimpijskie
| Miejsce | Dzień     | Rok  | Miejscowość | Konkurencja | Czas biegu | Strata | Zwyciężczyni     |
| ------- | --------- | ---- | ----------- | ----------- | ---------- | ------ | ---------------- |
| 20.     | 26 lutego | 2010 | Whistler    | Slalom      | 1:42,89    | +3,20  | Maria Riesch     |
| 21.     | 18 lutego | 2014 | Soczi       | Gigant      | 2:36,87    | +3,82  | Tina Maze        |
| DNF1    | 21 lutego | 2014 | Soczi       | Slalom      | 1:44,54    | -      | Mikaela Shiffrin |
| 11.     | 16 lutego | 2018 | Pjongczang  | Slalom      | 1:38,63    | +2,86  | Frida Hansdotter |
| 9.      | 24 lutego | 2018 | Pjongczang  | Drużynowo   | -          | -      | Szwajcaria       |
| 16.     | 9 lutego  | 2022 | Pekin       | Slalom      | 1:44,98    | +2,54  | Petra Vlhová     |

### Mistrzostwa świata
| Miejsce | Dzień     | Rok  | Miejscowość            | Konkurencja | Czas biegu | Strata | Zwyciężczyni          |
| ------- | --------- | ---- | ---------------------- | ----------- | ---------- | ------ | --------------------- |
| 16.     | 19 lutego | 2011 | Garmisch-Partenkirchen | Slalom      | 1:45,79    | +3,64  | Marlies Schild        |
| 17.     | 16 lutego | 2013 | Schladming             | Slalom      | 1:39,85    | +2,39  | Mikaela Shiffrin      |
| 2.      | 10 lutego | 2015 | Vail/Beaver Creek      | Drużynowo   | -          | -      | Austria               |
| 6.      | 14 lutego | 2015 | Vail/Beaver Creek      | Slalom      | 1:38,48    | +1,50  | Mikaela Shiffrin      |
| 15.     | 18 lutego | 2017 | Sankt Moritz           | Slalom      | 1:37,27    | +3,35  | Mikaela Shiffrin      |
| 9.      | 12 lutego | 2019 | Åre                    | Drużynowo   | -          | -      | Szwecja               |
| 10.     | 16 lutego | 2019 | Åre                    | Slalom      | 1:57,05    | +3,54  | Mikaela Shiffrin      |
| 7.      | 17 lutego | 2021 | Cortina d’Ampezzo      | Drużynowo   | -          | -      | Norwegia              |
| DNF2    | 20 lutego | 2021 | Cortina d’Ampezzo      | Slalom      | 2:30,66    | -      | Katharina Liensberger |

### Mistrzostwa świata juniorów
| Miejsce | Dzień    | Rok  | Miejscowość       | Konkurencja | Czas biegu | Strata | Zwyciężczyni        |
| ------- | -------- | ---- | ----------------- | ----------- | ---------- | ------ | ------------------- |
| DNF2    | 1 marca  | 2009 | Ga-Pa             | Slalom      | 1:42,07    | -      | Denise Feierabend   |
| 43.     | 2 marca  | 2009 | Ga-Pa             | Gigant      | 2:45,81    | +13,40 | Viktoria Rebensburg |
| 44.     | 4 marca  | 2009 | Ga-Pa             | Supergigant | 1:19,80    | +6,74  | Viktoria Rebensburg |
| 7.      | 1 lutego | 2010 | Region Mont Blanc | Slalom      | 1:34,47    | +3,15  | Christina Geiger    |
| 51.     | 5 lutego | 2010 | Region Mont Blanc | Gigant      | 1:38,34    | +5,25  | Mona Løseth         |

### Puchar Świata

#### Miejsca w klasyfikacji generalnej
- sezon 2009/2010: 131.
- sezon 2010/2011: 97.
- sezon 2011/2012: 42.
- sezon 2012/2013: 40.
- sezon 2013/2014: 70.
- sezon 2014/2015: 42.
- sezon 2015/2016: 54.
- sezon 2016/2017: 73.
- sezon 2017/2018: 43.
- sezon 2018/2019: 38.
- sezon 2019/2020: 70.
- sezon 2020/2021: 49.
- sezon 2021/2022: 61.

#### Miejsca na podium w zawodach
1. Ofterschwang – 4 marca 2012 (slalom) – 1. miejsce
2. Zagrzeb – 4 stycznia 2013 (slalom) – 3. miejsce